# 察爾卡市鎮

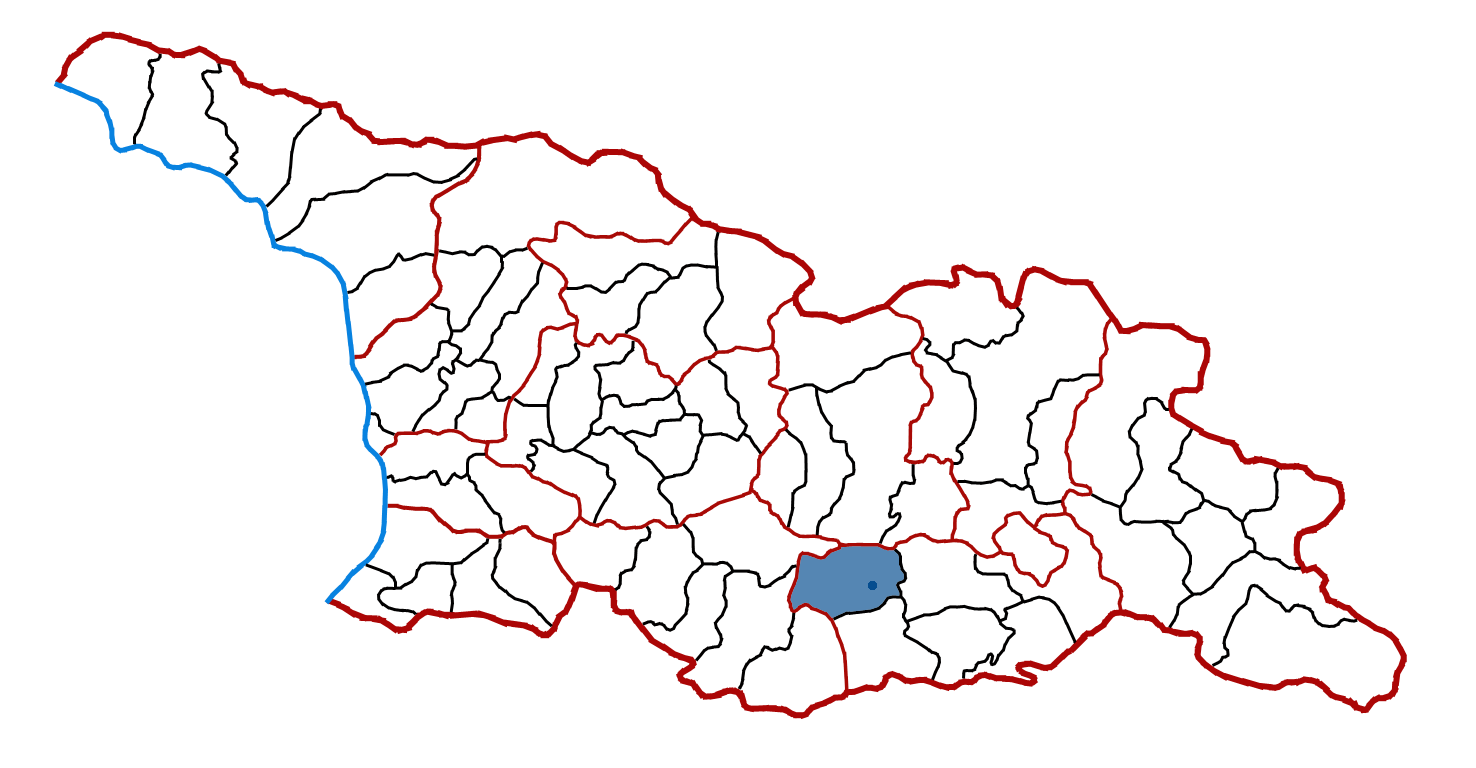

41°35′N 44°05′E / 41.583°N 44.083°E
察爾卡市鎮，是格魯吉亞東南部下卡尔特利大区的市镇，行政中心为察爾卡。市镇面積为1,051平方公里，2002年人口数量为20,888人，人口密度每平方公里20人。